# Napomyza plumigera
Napomyza plumigera är en tvåvingeart som beskrevs av Zlobin 1994. Napomyza plumigera ingår i släktet Napomyza och familjen minerarflugor. Inga underarter finns listade i Catalogue of Life.